# (38748) 2000 QY191
2000 QY191 (asteroide 38748) é um asteroide da cintura principal. Possui uma excentricidade de 0.05124970 e uma inclinação de 7.31187º.
Este asteroide foi descoberto no dia 26 de agosto de 2000 por LINEAR em Socorro.